# عضلات القسيمية الخيشومية
العضلات القسيمية الخيشومية هي العضلات المخططة الموجودة في كلٍ من الرأس والرقبة، وعلى عكس العضلات الهيكلية التي تتطور من الجُسيْدة، وهي إحدى كتل الأديم المتوسط الموجودة على جهتي الحبل الظهري والأنبوب العصبي في الجنين المبكر، تنمو العضلات القسيمية الخيشومية من الأقواس البلعومية.
وتعد معظم العضلات الهيكلية التي تقوم الأعصاب القحفية بتغذيتها (الصادر الحشوي الخاص) من أصلٍ قسيمي خيشومي، وتشمل الاستثناءات على سبيل المثال لا الحصر عضلات العين وبعض عضلات اللسان، حيث تستقبل هذه العضلات الاستثنائية التغذية من أعصاب الألياف الجسدية الصادرة العامة.

## العضلات القسيمية الخيشومية القادمة من كل قوسٍ بلعوميّ

### القوس الأول
يغذي العصب الثلاثي التوائم جميع العضلات القسيمية الخيشومية القادمة من القوس البلعومي الأول، وتشمل هذه العضلات جميع عضلات المضغ، والبطن الأمامي من العضلة ذات البطنين، والعضلة الضرسية اللامية، والعضلة الموترة للطبلة، والعضلة الموترة للحفاف.

### القوس الثاني
يغذي العصب الوجهي جميع العضلات القسيمية الخيشومية القادمة من القوس البلعومي الثاني، وتشمل هذه العضلات عضلات التعبير الوجهي والبطن الخلفي من العضلة ذات البطنين والعضلة الإبرية اللامية والعضلة الركابية الموجودة في الأذن الوسطى.

### القوس الثالث
تعد العضلة الإبرية البلعومية هي العضلة الوحيدة التي تنمو من القوس البلعومي الثالث، ويقوم العصب البلعومي اللساني بتغذية هذه العضلة وجميع الأبنية الأخرى القادمة من القوس الثالث.

### القوسان الرابع والسادس
يقوم العصب المبهم بتغذية جميع العضلات البلعومية التي تنمو من القوسين الرابع والسادس، وتشمل جميع عضلات الحنك (باستثناء العضلة الموترة للحفاف التي يقوم العصب الثلاثي التوائم بتغذيتها)، وجميع عضلات البلعوم (باستثناء العضلة الإبرية البلعومية التي يقوم العصب البلعومي اللساني بتغذيتها بالإضافة إلى جميع عضلات الحنجرة).